# Distretto di Aïn Touila
Il distretto di Aïn Touila è un distretto della provincia di Khenchela, in Algeria, con capoluogo Aïn Touila.

## Comuni
Il distretto di Aïn Touila comprende 2 comuni:
- Aïn Touila
- M'Toussda